# Laura Lynch
Laura Lynch, född 18 november 1958 i Dell City i Hudspeth County, Texas, död 22 december 2023 nära El Paso, Texas, var en amerikansk basist och sångerska. 
Hon var med och grundade Dixie Chicks och efter att Robin Lynn Macy lämnade gruppen 1992 tog hon över rollen som huvudsångerska. 1995 ombads hon att lämna gruppen och ersattes av Natalie Maines. Enligt henne själv tog hon detta så hårt att hon grät varje dag i ett halvår, men hon hade fortfarande regelbunden kontakt med Martie och Emily. Hon gifte sig senare med Mac Tull som vann 29 miljoner amerikanska dollar på lotteri.

## Diskografi
Album med Dixie Chicks
- 1992 - Little Ol' Cowgirl
- 1993 - Shouldn't a Told You That

Övrigt
- 2011 - The Splendour of the House of God (bidrag på album med John L. Bell)